# Rachel Fuller Brown
Rachel Fuller Brown (Springfield, 23 de novembro de 1898 — Albany, 14 de janeiro de 1980) foi uma química estadunidense.